# Aksana Schymanowitsch
Aksana Shymanovich (belarussisch Аксана Шымановіч; * 27. Oktober 1992) ist eine belarussische Biathletin.
Aksana Schymanowitsch gab ihr internationales Debüt bei einem Sprintrennen im Jahr 2010 in Obertilliach im IBU-Cup, das sie als 63. beendete. Höhepunkt der Saison wurden die Biathlon-Juniorenweltmeisterschaften 2011 in Nové Město na Moravě, wo sie 12. des Einzels wurde und mit den Rängen fünf in Sprint und Staffel sowie vier im Verfolgungsrennen nur knapp die Medaillenränge verpasste. 2013 wurde in Obertilliach ein elfter Platz im Sprint das beste Ergebnis. 2011 in Ridnaun, 2012 in Osrblie und 2013 in Bansko startete Schymanowitsch bei den Juniorenrennen der Biathlon-Europameisterschaften. 2013 erreichte sie mit Rang acht im Sprint ihre einzige Top-Ten-Platzierung. In der Saison 2013/14 gewann sie in Idre in einem Sprint als 31. erstmals Punkte im IBU-Cup. Im weiteren Saisonverlauf verbesserte sie ihre beste Platzierung auf einen 17. Rang in einem Verfolgungsrennen in Ruhpolding. Ihren Durchbruch erreichte sie bei den Biathlon-Europameisterschaften 2014 in Nové Město na Moravě. Bei ihrem einzigen Einsatz gewann sie an der Seite von Iryna Kryuko, Ala Talkatsch und Anastassija Kalina den Titel im Staffelrennen.